# Bertran d'Espagne
Bertran d'Espagne o Bertran d'Espagna (fl. XIV secolo) è stato un trovatore occitano del XIV secolo partecipante ai Jeux floraux di Tolosa con una canso (Ses vos, Amors, no say ab cuy m'acost) premiata dal Consistori.
Canso
             [S]es vos, Amors, no say ab cuy m'acost,

             ans me tench be per meyns d'un caytiu sech,

             don, si.m tenetz vostre rich secors nech,

             tutg mei plaser vei que-m seran rescost,

             car aixi fort pres m'avetz e conquest,

             que trufo m'en li malvat quant o dich.

             [...]